# Waidmannsbach
Waidmannsbach ist eine Streusiedlung in den Gemeinden Waidmannsfeld und Miesenbach in Niederösterreich.

## Geografie
Waidmannsbach erstreckt sich längs des Waidmannsbaches, der auf Waidmannsfeld zufließt und bald danach in den Miesenbach mündet. Da der Waidmannsbach zugleich die Gemeindegrenze darstellt, zählt der südlich des Waidmannsbaches gelegene Ortsteil zur Gemeinde Miesenbach und die nördlich gelegenen Ortslagen zur Gemeinde Waidmannsfeld. Ein gemeinsames Projekt beider Gemeinden ist der Hochwasserschutz.

## Geschichte
Laut Adressbuch von Österreich waren im Jahr 1938 in Waidmannsbach zwei Sägewerke und einige Landwirte ansässig.